# فرودگاه بین‌المللی یاش

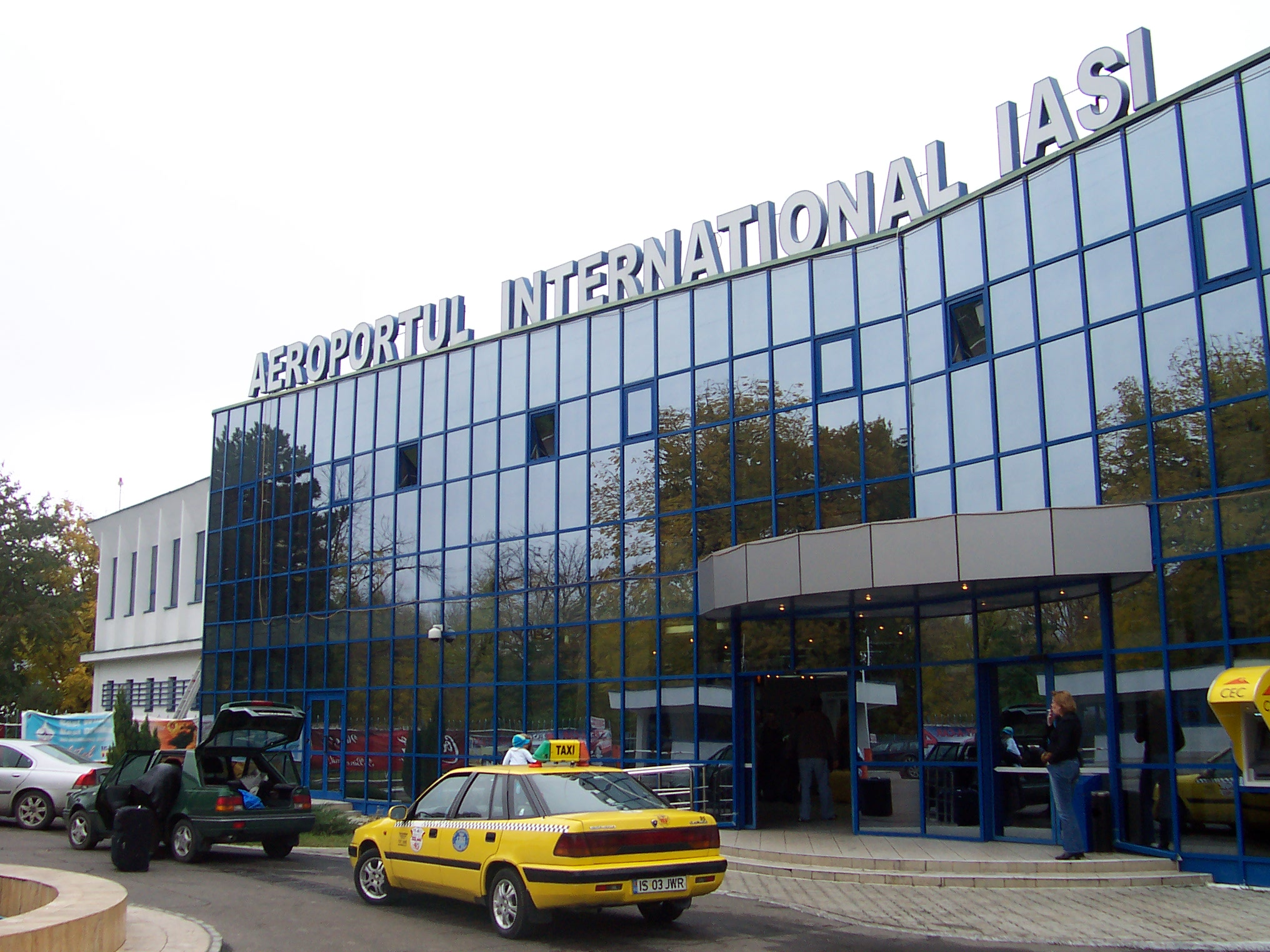
فرودگاه Iasi

فرودگاه بین‌المللی یاش (به انگلیسی: Iaşi International Airport) (به زبان بومی: Aeroportul Internațional Iași) یک فرودگاه همگانی مسافربری با کد یاتا IAS است که یک باند فرود بتن دارد و طول باند آن ۱۸۰۰ متر است. این فرودگاه در شهر یاش کشور رومانی قرار دارد و در ارتفاع ۱۲۱ متری از سطح دریا واقع شده‌است.

## شرکت‌های هواپیمایی و مقصدهای پروازی
| شرکت‌های هواپیمایی | مقصدهای پروازی |
| ----------------- | --- |
| ایجین ایرلاینز    | چارتر فصلی: هراکلین |
| ایر بخارست        | چارتر فصلی: آنتالیا |
| آسترین ایرلاینز   | وین |
| بلو ایر           | بارسلونا-ال پرات، باووایس-تیلی، اوریو آل سریو، بروکسل، هنری کواندا، کلوژ-نپوکا، کلن بن، پره‌تولا، گلاسگو (پایان در ۲۸ اکتبر ۲۰۱۷), لوتن لندن، مونیخ، اورادیا، لئوناردو دا وینچی-فیومیچینو، ترایان وویا، تورین کاسله، والنسیا (پایان در ۲۵ اکتبر ۲۰۱۷) فصلی: میهایل کوگیالنیچونو چارتر فصلی: آنتالیا، زاکینثوس |
| تاروم             | هنری کواندا، لوتن لندن، مادرید-باراخاس، مونیخ (برقراری مجدد از ۳۰ اکتبر ۲۰۱۷), بن گوریون، تورین کاسله چارتر فصلی: آنتالیا، خانیا، رود |
| ویز ایر           | باووایس-تیلی (آغاز از ۱ مه ۲۰۱۸), اوریو آل سریو، بیلاند (آغاز از ۳۰ آوریل ۲۰۱۸), بلوونی گوگلیلمو مارکونی، کاتانیا-فونتاناروسا، دورتموند (آغاز از ۱ مه ۲۰۱۸), آیندهوون (آغاز از ۲۹ آوریل ۲۰۱۸), لارناکا، لوتن لندن، مالمو (آغاز از ۱ مه ۲۰۱۸), چمپینو، رم، بن گوریون، سالونیک (آغاز از ۱ مه ۲۰۱۸), ترویزو     |